# Smultronkantarell
Smultronkantarell (Hygrophoropsis olida) är en svampart som först beskrevs av Lucien Quélet, och fick sitt nu gällande namn av Métrod 1949. Smultronkantarell ingår i släktet Hygrophoropsis och familjen Hygrophoropsidaceae.  Arten är reproducerande i Sverige. Inga underarter finns listade i Catalogue of Life.